# Типиницкое общество
Типиницкое общество — сельское общество, входившее в состав Толвуйской волости Петрозаводского уезда Олонецкой губернии.

## Общие сведения
Волостное правление располагалось в селении Толвуйский погост.
В настоящее время территория общества относится к Великогубскому сельскому поселению Медвежьегорского района Республики Карелия.

## Населённые пункты
Согласно «Спискам населённых мест Олонецкой губернии» по переписям за 1873 и 1905 годы общество состояло из следующих населённых пунктов:
| №  | Населённый пункт                                   | Расстояние до волостного правления в вёрстах | По переписи 1873 года | По переписи 1873 года | По переписи 1905 года | По переписи 1905 года |
| №  | Населённый пункт                                   | Расстояние до волостного правления в вёрстах | Количество семей      | Всего жителей         | Количество семей      | Всего жителей         |
| -- | -------------------------------------------------- | -------------------------------------------- | --------------------- | --------------------- | --------------------- | --------------------- |
| 1  | Типиницы, включает Трулиново, Макаровщину и Тушеву | 45                                           | 33                    | 275                   | 41                    | 335                   |
| 2  | Задняя (Ермолинская)                               | 44                                           | 11                    | 67                    | 11                    | 90                    |
| 3  | Бережная (Бережская)                               | 45                                           | 15                    | 105                   | 17                    | 144                   |
| 4  | Корытовская (Котельга)                             | 37                                           | 13                    | 95                    | 17                    | 120                   |
| 5  | Воронский остров                                   | 40                                           | 18                    | 162                   | 23                    | 165                   |
| 6  | Высокая нива                                       | 35                                           | 6                     | 55                    | 14                    | 139                   |
| 7  | Тамбицы                                            | 32                                           | 25                    | 202                   | 33                    | 309                   |
| 8  | Каско-сельга                                       | 33                                           | 2                     | 25                    | 5                     | 27                    |
| 9  | Варисельга                                         | 34                                           | 1                     | 5                     | 1                     | 8                     |
| 10 | Ридсельга                                          | 35                                           | 8                     | 68                    | 9                     | 69                    |
| 11 | Великая сельга (Царева)                            | 34                                           | 4                     | 22                    | 4                     | 31                    |
| 12 | Масельга                                           | 32                                           | 8                     | 50                    | 11                    | 59                    |
| 13 | Колмачева                                          | 35                                           | 3                     | 15                    | 4                     | 27                    |
| 14 | Педасельга (Пидасельга)                            | 34                                           | 6                     | 37                    | 9                     | 59                    |
| 15 | Никитинская                                        | 30                                           | 6                     | 51                    | 10                    | 74                    |
| 16 | Еремеева сельга                                    | 31                                           | 2                     | 23                    | 3                     | 23                    |
| 17 | Кибитки (Кибитка)                                  | 30                                           | 6                     | 41                    | 11                    | 70                    |
| 18 | Полевская                                          | 25                                           | 23                    | 150                   | 28                    | 150                   |
| 19 | Холмова (Холмы)                                    | 30                                           | 4                     | 35                    | 5                     | 48                    |
| 20 | Ландома (Линдомы)                                  | 30                                           | 6                     | 44                    | 9                     | 40                    |

## Религия
За православной общиной на территории общества — Типиницким приходом Петрозаводского благочиния — числились следующие культовые постройки:
- Церковь Вознесения, Ильи Пророка и Богоявления в Типиницах — деревянная постройка 1761 года,  Объект культурного наследия № 1002633000№ 1002633000, сгорела в 1975 году.
- Часовня Святого Духа в Задней — деревянная постройка около 1845—1850 годов,  Объект культурного наследия № 1002285000№ 1002285000.
- Часовня преподобного Макария Унженского в Трутневе — деревянная постройка первой половины XIX века, не сохранилась.
- Часовня Апостолов Петра и Павла в Бережной — деревянная постройка около 1914—1917 годов, перевезена в музей-заповедник «Кижи»,  Объект культурного наследия № 1010021064№ 1010021064.
- Часовня преподобных Александра Свирского и Варлаама Хутынского в Кибитке — деревянная постройка около 1800—1805 годов,  Объект культурного наследия № 1031092000№ 1031092000, руинирована.
- Часовня Михаила Архангела в Масельге — деревянная постройка около 1750—1780 годов,  Объект культурного наследия № 1030802000№ 1030802000.
- Часовня Святого Власия Севастийского и святителя Модеста, патриарха Иерусалимского в Педасельге — деревянная постройка около 1780—1820 годов, не сохранилась.
- Часовня великомученицы Параскевы в Корытове — деревянная постройка около 1883—1887 годов, не сохранилась.
- Часовня святителя Николая в Тамбицах — деревянная постройка до 1740 года,  Объект культурного наследия № 1010083000№ 1010083000.
- Часовня положения пояса Пресвятой Богородицы в Высокой Ниве — деревянная постройка около 1825—1850 годов[5], не сохранилась.
- Часовня рождества Иоанна Предтечи в Вороньем Острове — деревянная постройка около 1750—1770 годов[6],  Объект культурного наследия № 1031071000№ 1031071000.
- Часовня усекновения главы Иоанна Предтечи в Вороньем Острове — деревянная постройка около 1860 года,  Объект культурного наследия № 1001456000№ 1001456000.

- Церковь Ильи Пророка в Полях — первоначально построенная как часовня, в 1863 году перестроенная в церковь. До 1869 года относилась к Яндомозерскому приходу, до 1915 года — к Типиницкому[4], а в 1915 году выделена в отдельный Полевский приход[7].  Объект культурного наследия № 1010081000№ 1010081000.